# ماجرای یک دزد
ماجرای یک دزد فیلمی به کارگردانی مهدی میرصمدزاده و نویسندگی فریدون گله محصول سال ۱۳۵۰ است.

## بازیگران
- آرمان
- سهیلا
- کامی کسروی
- شهروز رامتین
- محمدتقی کهنمویی
- محمد عبدی
- علی زندی
- فرهاد حمیدی
- محمدرضا رفیعی
- امیرهوشنگ زند
- خلیل طلایی
- اسماعیل شیرازی
- حسین شهاب
- سیامک کلانتری
- علی وفادار